# كارلتون ليتش
كارلتون ليتش (بالإنجليزية: Carlton Leach)‏ هو كاتب بريطاني، ولد في 1 مارس 1959 في Canning Town ‏ في المملكة المتحدة.

## وصلات خارجية
- كارلتون ليتش على موقع IMDb (الإنجليزية)